# Орден Милоша Обилића
Орден Милоша Обилића је установљен 1993. године системом одликовања Републике Српске дефинисаним Уставом Републике Српске у коме се каже: "ордени су јавно државно признање Републике Српске које се додјељује лицима или институцији за изузетне заслуге према држави."
Орден Милоша Обилића има један ред, који се додјељује свим припадницима оружаних снага Републике Српске без обзира на чин и ранг, за освједочену храброст у борби и за јуначки подвиг. Овај орден се у миру додјељује само у изузетним догађајима.

### Изглед и траке одликовања
| Изглед одликовања |
|                   |
| Траке одликовања  |
|                   |

## Одликовани
- Командант Ваздухопловства и противваздушне одбране Републике Српске, генерал-мајор Живомир Нинковић посмртно је одликовао 1993. године пилота капетана Бранислава Радуловића Орденом Милоша Обилића. Капетан Бранислав Радуловић је погинуо на задатку на Илиндан 1993. године, за вријеме потписаног примирја између Републике Српске и Федерације БиХ пилотирајући хеликоптером са ознакама Црвеног крста који је превозио рањенике. Заједно са њим поред рањеника је погинула и цијела његова породица: супруга Биљана, кћерка Бранислава и син Бојан.
- Орденом Милоша Обилића посмртно је одликован бивши председник Борачке организације Републике Српске Војвода Митар Максимовић Мандо за, између осталог, своје борачке заслуге током одбране Републике Српске.
- Орденом Милоша Обилића другог реда председник Републике Српске постхумно је одликовао Жељка Марковића, начелника Центра јавне безбједности Српско Сарајево, чији је орден примио његов отац Слободан Марковић.
- Поводом Видовдана 28. 06. 2003. године, Председник Чавић је одликовао орденом Милоша Обилића 23 породице из којих је током отаџбинског рата, погинуло три и ли више чланова.
- Пилот Ваздухопловства и противваздушне одбране Републике Српске Драго Гајић посмртно је одликован орденом Милоша Обилића за освједочену храброст у борби и јуначки подвиг током одбране Републике Српске.
- Пилот Ваздухопловства и противваздушне одбране Републике Српске Богослав Лукић посмртно је одликован орденом Милоша Обилића за освједочену храброст у борби и јуначки подвиг током акције Коридор 28.06.1992. године. Одликован је 28.06.1993. године.
- Председник Српске Мирко Шаровић 01. 07. 2002. године у Рогатици је уручио породицама погинулих бораца Републике Српске Орден Милоша Обилића: Божани Делић, мајци четири погинула борца: Новице, Нике, Јове и Радивоја, затим Славојки и Маринку Бјелици из Трнова, родитељима три погинула борца, кћерке Радмиле и синова Драгана и Јанка, и Слободанки Антонић из Братунца, која је за слободу Српске дала супруга Раду и синове Миленка и Жељка.
- Председник Српске Рајко Кузмановић, поводом Видовдана, 4. јула 2008. године, одликовао је Ристу Маслешу, пензионисаног радника Жељезница Републике Српске — Орденом Милоша Обилића, за испољену личну храброст и самопожртвовање приликом извршења дјела у опасној ситуацији спасавања људских живота и материјалних добара.
- Игор Кисић, најмлађи борац Илијашке бригаде ВРС.